# Ithocritus multimaculatus
Ithocritus multimaculatus är en skalbaggsart som beskrevs av Maurice Pic 1934. Ithocritus multimaculatus ingår i släktet Ithocritus och familjen långhorningar. Inga underarter finns listade i Catalogue of Life.